# Lagenicella mexicana
Lagenicella mexicana är en mossdjursart som först beskrevs av Osburn 1952.  Lagenicella mexicana ingår i släktet Lagenicella och familjen Teuchoporidae. Inga underarter finns listade i Catalogue of Life.